# Dorndorfer Bach
Der Dorndorfer Bach ist ein über zwei Kilometer, zusammen mit seinem rechten Quellbach Kieselbach sogar über vier Kilometer langer linker und nördlicher Zufluss des Salzbaches im hessischen Westerwald.

## Geographie

### Quellbäche
Der Dorndorfer Bach entsteht auf einer Höhe von 229 m ü. NHN aus dem Zusammenfluss von Kieselbach und Watzenbach östlich von Dorndorf im Westerwald. Manche sehen „Kieselbach“ jedoch nur als weiteren Namen für den Oberlauf des Dorndorfer Bachs an.

#### Kieselbach
Der Kieselbach ist der 2,17 Kilometer lange rechte Quellbach des Dorndorfer Bachs.
Der Kieselbach entsteht im rheinland-pfälzischen Westerwald in zwei Quellästen südöstlich von Girkenroth  am Fuße des Girkenrother Kopfes in der Nähe der Grenze zu Hessen. Der linke etwa 800 m lange Hauptast entspringt in einem kleinen Wäldchen und auf einer Höhe von 418 m ü. NHN (Koordinaten). Die beiden Quelläste vereinigen sich in einem Mischwald etwa 400 m jenseits der Grenze auf hessischen Boden. Der Kieselbach verlässt nun den Wald und fließt südostwärts, an der nördlichen Kante eines nach Südosten ragenden Zipfels desselben Waldes, durch eine Wiesenlandschaft. Sein Weg wird dort von einem Saum mit Büschen und anderen Ufergehölz begleitet. Er erreicht den Nordrand von Dornburg-Dorndorf bei der Blasiusstraße und passiert, zum Teil verdolt, das Dorf. Nachdem er die Hauptstraße unterquert hat, verlässt die Ortschaft, fließt nun wieder durch Grünland und vereinigt sich schließlich im Spitzenwinkel mit dem aus dem Norden kommenden Watzenbach zum Dorndorfer Bach.

#### Watzenbach
Der Watzenbach ist der 2,98 Kilometer lange linke Quellbach des Dorndorfer Bachs.
Der Watzenbach entspringt in einem Nadelwald etwa einen Kilometer östlich vom Watzenhahn und auf einer Höhe von 426 m ü. NHN (Koordinaten).  Seine Quelle liegt direkt an der rheinland-pfälzisch-hessischen Grenze, noch innerhalb der Gemarkung der Gemeinde Berzhahn. Nach etwa 10 m überschreitet er die Grenze in Richtung Hessen, fließt weiter in südlicher Richtung und wechselt dann in ein Mischwaldareal. Sein Lauf ist hier stark begradigt. Er schlägt nun eine weiten Bogen nach rechts und richtet sich danach mehr nach Südosten aus. Nach gut einen Kilometer verlässt er den Wald und fließt nunmehr durch Grünland, vorbei an der Biberschenke, welche zwischen einem großen Granitsteinbruch im Westen und dem ausgewiesenen Naturschutzgebiet Blasiusberg im Osten liegt. Er umfließt Dorndorf von Osten, passiert den St. Blasiushof, unterquert dann die L 3279 und bildet schließlich, zusammen mit dem aus Nordwesten kommenden Kieselbach, den Dorndorfer Bach.

### Verlauf
Nach der Vereinigung seiner beiden Quellbäche beginnt der Dorndorfer Bach seinen Lauf südostwärts durch Wiesen und Felder, schlägt einen kleinen Bogen nach links und bewegt sich dann am Westrand des Naturschutzgebietes Westerwaldgrube bei Thalheim entlang. Er wendet sich nunmehr nach Südwesten und fließt durch eine kleine Feuchtwiese am Talhof vorbei. Danach läuft begleitet von der Frickhöfer Straße an der Westkante eines Laubwaldes und mündet schließlich auf einer Höhe von 162 m ü. NHN am Nordrand von Dornburg-Thalheim in den Salzbach.

### Flusssystem Elbbach
- Fließgewässer im Flusssystem Elbbach